# Нуллифицирующий вердикт суда присяжных
Нуллифицирующий вердикт суда присяжных (англ. jury nullification) — конституционная доктрина в англо-саксонской правовой семье и, косвенно, в некоторых континентальных правовых системах, позволяющая присяжным оправдать подсудимых в уголовном процессе, когда юридически они являются виновными, но заслуживают освобождения от наказания. Происходит в суде, когда присяжные выносят вердикт вопреки инструкции судьи о соответствии закону.
Вердикт присяжных вопреки «букве и духу закона» относится к исключительным случаям. Если схема приговора развивалась в процессе повторяющегося судебного преследования за предусмотренные законом преступления, аннулирование суда присяжных де факто производит эффект «индивидуального статута». Факт аннулирования суда присяжных может свидетельствовать об общественном отвержении нежелательного закона.
В прошлом возникало опасение, что судья или коллегия государственных чиновников может слишком буквально следовать юридической процедуре, даже если она далека от первоначального замысла законодателя. В большинстве современных западных правовых систем присяжным позволяется только решать вопрос «достоверности приводимых доказательств», их весомости, допустимости и вынести вердикт, но им нельзя решать какой закон использовать. Кроме того, судья, а часто и адвокаты, инструктируют присяжных о ровном и беспристрастном отношении к сторонам и справедливой оценке фактов. Эти инструкции судьи и отвергаются во время аннулирования суда присяжных. Самые известные случаи аннулирования суда присяжных произошли в Американских колониях, когда присяжные отказывались признавать подсудимого виновным по Английскому праву.
Также присяжные отказывались судить по несправедливому закону, или считая, что в данном случае их отказ более законен или справедлив. Также были случаи аннулирования по причинам предрассудков, связанных с расовой принадлежностью одной из сторон в процессе.

## Происхождение

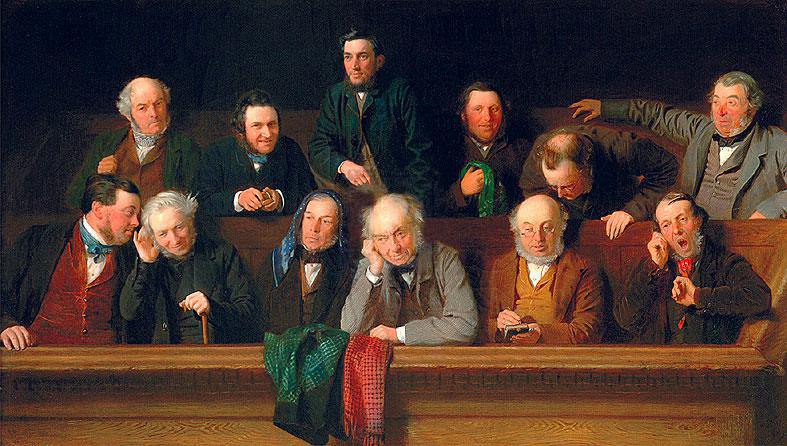
Присяжные XIX века

Аннулирование суда присяжных де-факто во власти присяжных. Судьи редко сообщали, что у суда присяжных есть такая возможность. Сила аннулирования проистекает из состояния современного общего права — общего нежелания расследовать мотивы присяжных во время и после обсуждения. Возможность присяжных свести на нет закон предусмотрено двумя прецедентами общего права: присяжные не могут быть наказаны за их вердикт и запрещение (в некоторых странах) повторного обвинения после вынесения приговора (см.: Res judicata и Принцип запрета двойной ответственности).
Аннулирование суда присяжных не раз становилось предметом дискуссий. Некоторые считают его последней возможностью общества сопротивляться неправомерному наказанию и тирании правительства. Другие говорят, что суд присяжных подрывает основы закона, иные считают, что в этом случае присяжный нарушает свою присягу. В США некоторые считают присягу присяжных незаконной в своей основе, другие обращают внимание на текст присяги: «вердикт» по требованию отменяет несправедливый закон: «буду хорошо и правдиво стараться и найти истину [в споре] между Соединёнными Штатами и подсудимым у барьера, и праведный вердикт вынести в соответствии со свидетельствами, и да поможет [мне] Бог»United States v. Green, 556 F.2d 71 (D.C. Cir. 1977). . Некоторые считают, что аннулирование допускает насилие в отношении социально непопулярных групп. Они указывают на опасность того, что присяжные могут выбрать для осуждения обвиняемого, который не нарушил букву закона. Всё же судьям предоставлено право вынести приговор и проигнорировать вердикт суда присяжных, что предоставляет защиту от злонамеренных присяжных. Аннулирование допустимо и в гражданских делах по гражданско-правовой ответственности.
Тем не менее, мало кто сомневается в способности суда присяжных признать недействительным закон. Сегодня существует ряд вопросов, поднятых в связи с нуллификацией:
1. стоит ли информировать присяжных о возможности нуллификации.
2. вправе ли судья убрать присяжных, если они игнорируют его инструкцию.
3. может ли судья наказать присяжных за аннулирование.
4. все ли законные аргументы, кроме, возможно, обращения in limine[англ.] для исключения доказательства, должны быть приведены в присутствии присяжных.

В некоторых случаях в США заведомо пристрастный присяжный склонял присяжных к аннулированию. Некоторые адвокаты используют приём «теневой защиты», чтобы найти такие доказательства, которые могут привести к аннулированию суда присяжных. Эту технику использовала защита Роджера Клеменса в деле о лжесвидетельстве, когда подсудимый Клеменс был оправдан из-за «нарушения со стороны обвинения», то есть защита доказала, что обвинение использовало видео — доказательство, которое судья Реджи Уолтон ранее счёл неприемлемым, по целям выемки, по словам защиты, «второй укус яблока», что говорило о плохой работе обвинения. Недопустимые доказательства, показанные присяжным всего после двух дней процесса, привели к нарушению процедуры и весь процесс стал незаконным. Судья всё же отклонил ходатайство защиты, но выразил недовольство работой обвинения.

## Прецеденты в Общем праве

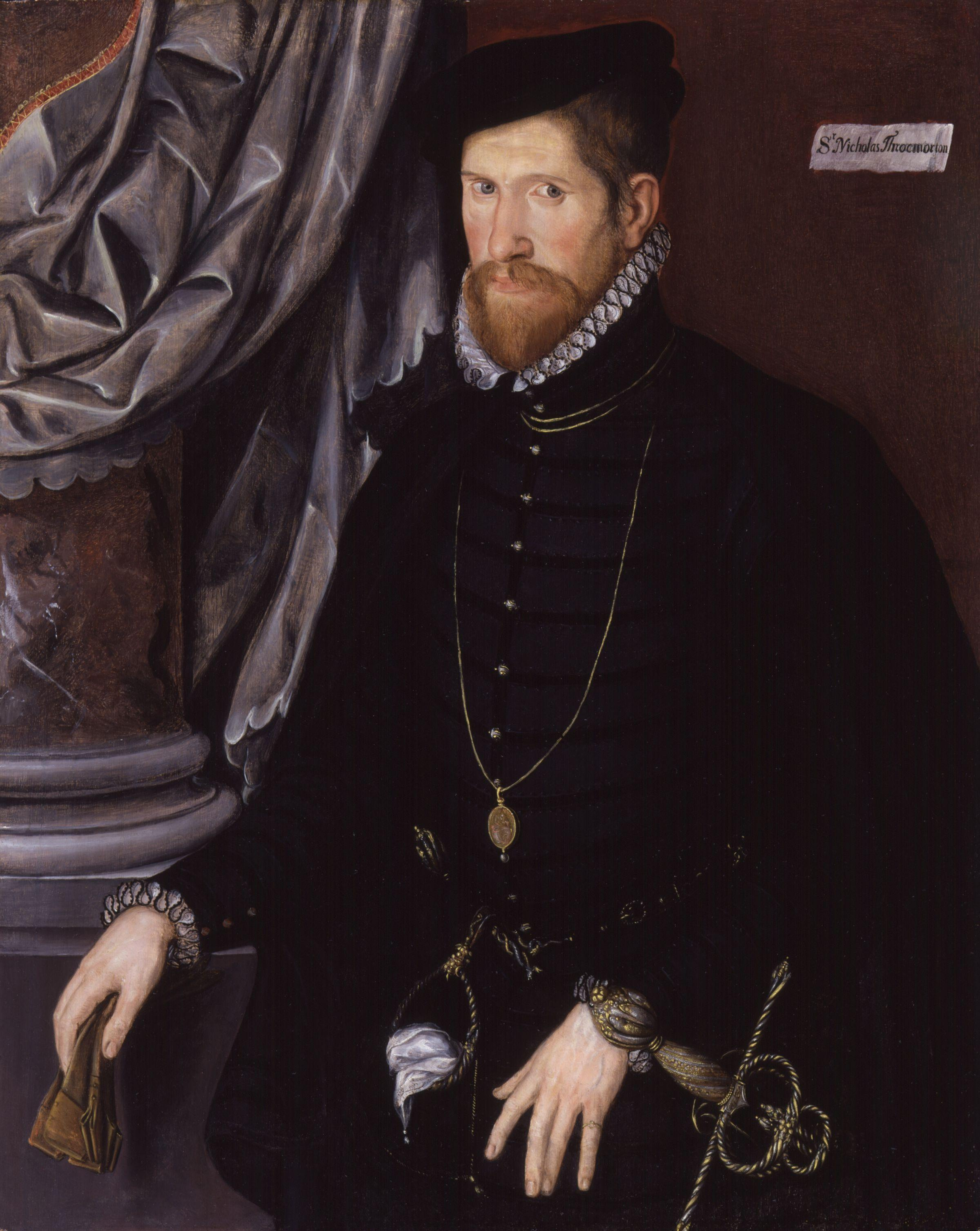
Даже до Дела Бушеля, сэр Николас Трокмортон, не-епископальный диссентер или нонконформист по отношении к Церкви Англии, оправдан судом присяжных, несмотря на враждебность судьи.

Право аннулирования «де-факто» принадлежало присяжным с самого начала. К XII-му веку суды общего права Англии начали использовать присяжных с большими, чем административные обязанностями. Присяжные обычно «непрофессионалы» из местных общин. Они придавали делу больше легитимности.
Полномочия присяжных по вынесению вердикта закреплены в Великой хартии вольностей (Magna Carta) 1215 года, которая поддерживала существующую практику:
39. Ни один свободный человек не будет арестован или заключён в тюрьму, или лишён владения, или объявлен стоящим вне закона, или изгнан, или каким-либо (иным) способом обездолен, и мы не пойдём на него и не пошлём на него иначе, как по законному приговору равных его (его пэров) и по закону страны.
20. Свободный человек будет штрафоваться за малый проступок только сообразно роду проступка, а за большой проступок будет штрафоваться сообразно важности проступка, причём должно оставаться неприкосновенным его основное имущество (salvo contenemento suo); таким же образом (будет штрафоваться) и купец, и его товар останется неприкосновенным; и виллан таким же образом будет штрафоваться, и у него останется неприкосновенным его инвентарь, если они подвергнутся штрафу с нашей стороны; и никакой из названных выше штрафов не будет наложен иначе, как на основании клятвенных показаний честных людей из соседей (обвиняемых).
В основном ранние суды присяжных выносили вердикты согласовывая их с судьёй или представителями Короны. Это достигалось путём «приказа о позоре», когда присяжные могли быть обвинены в пристрастности и наказаны штрафом или заключением, если второй, большой суд присяжных вынесет другой вердикт. «Фасование» присяжных предусматривало ручной отбор неугодных или прямой подкуп. В делах о измене или крамоле это было обычной практикой.

Однако были и исключения: в 1554 году присяжные оправдали сэра Николаса Трокмортона, и несколько из них были наказаны судом. Почти век спустя, в 1649 году, произошла первая известная попытка аннулирования суда присяжных, присяжные оправдали Джон Лилбёрна по обвинению в подстрекательстве против режима Кромвеля. Теоретик и политик Эдуард Бернштейн писал об этом деле:

Его утверждение, что конституция суда противоречит основным законам страны было услышано, и его утверждение, что присяжные имеют законное право судить не только по вопросам факта, но и в отношении применения самого закона, так как судьи представлены только «нормандскими захватчиками», которых присяжные могут игнорировать, вынося вердикт, было названо председательствующим судьёй «отвратительной, кощунственной ересью». Эту точку зрения не разделили присяжные, которые после трёх дней слушаний, оправдали Лилбёрна — который защищался так умело, как мог только адвокат — к великому ужасу судей и огорчению большинства Совета Государства. Судьи были так удивлены вердиктом присяжных, что они должны были повторить свой вопрос, прежде чем они поверили своим ушам, но зрители, которые заполнили зал суда на оглашении приговора, кричали «ура» так громко и долго, как, по единодушному свидетельству современных репортёров, никогда ранее не было в Ратуше. Люди кричали и хлопали, кидали в воздух шляпы свыше получаса, тогда как судьи сидели сначала покраснев, потом побелев, видя как ликование распространяется на улицы Лондона и в пригороды. Ночью жгли костры и даже потом случались демонстрации радости.
В 1653 году Лилбёрн снова просил присяжных оправдать его, если они не сочтут его заслуживающим казни из-за его деяний. 
В 1670 году Большое жюри отказалось судить Уи́льям Пенна за незаконные собрания по Делу Бушеля. Судья пытался обвинить присяжных в неуважении к суду; это было признано недействительным Судом общей юрисдикции.
В 1681 году Большое жюри отказалось выдать обвинительное заключение графу Шефтсбери. Затем в 1688 году присяжные оправдали Семь епископов церкви Англии за мятежный пасквиль. Даже в неуголовных делах присяжные стали противоречить воле Короны. В 1763 и 1765 годах присяжные присудили £4 000 и £ 300 Джону Уилксу и Джону Энтику соответственно, по искам о посягательстве на королевских посланцев. 
В США со времён основания сложилась стандартная практика заслушиванием присяжными споров о применимом праве. Это характерно, например, в деле 1839 года Стеттиниус против США, в котором установлено, что «Защита может обсудить перед присяжными вопрос о праве до инструкций судьи». Впрочем, сложившаяся практика показывает, что судьи неодобрительно относятся к случаям обсуждения юридических вопросов перед присяжными, так как это считается, в некотором смысле, предъявлением ранее не заявленных доказательств, что является процессуальным нарушением и может даже повлечь отмену вердикта. Поэтому судьи стали требовать письменных ходатайств об обсуждении юридических вопросов перед присяжными, ещё до того, как коллегия присяжных будет сформирована. 

## Особенности

### Англия
К конце XVII века исчезла возможность суда наказать присяжных, это произошло в результате Дела Бушеля, связанного с попыткой наказать присяжных, оправдавших Уильяма Пенна: Пенн и Уильям Мид арестованы в 1670 году за незаконную проповедь квакерства и нарушение общественного порядка, но четверо присяжных, возглавляемые Эдвардом Бушеллем, отказались признать его виновным. Вместо роспуска присяжных, судья отправил их продолжить обсуждение. Несмотря на требование судьи вынести вердикт «виновен», присяжные признали Пенна виновным за проповедь, но оправдали по обвинению в общественных беспорядках, а Мида — по всем обвинениям. Присяжных заперли на три дня без «еды, питья, огня и табака», чтобы принудить их дать обвинительный вердикт, а когда они отказались, судья завершил процесс. Судья приказал отправить присяжных в заключение, пока они не выплатят штраф суду. Четверо присяжных отказывались платить штраф и, после нескольких месяцев, Эдвард Бушелл потребовал применить хабеас корпус. Главный судья Вон, заседавший в Суде общей юрисдикции, выписал приказ, освободил их, назвал наказание присяжных «абсурдом» и запретил судьям наказывать присяжных за неугодный вердикт. Это событие стало важной вехой в истории развития аннулирования суда присяжных. Отдельные случаи отмечались на доске, выставленной в Центральном Криминальном суде (Old Bailey) в Лондоне.

В уголовном деле о клевете «R. v. Shipley (1784), 4 Dougl. 73, 99 E.R. 774, at p. 824», Лорд Мэнсфилд посягнул на практику аннулирования суда присяжных:
Так присяжные узурпируют законное отправление правосудия, хотя они бывают правы, само по себе это не правильно, потому что они бывают правы по случайности и не принимают конституционный путь разрешения вопроса. Это долг судьи, во всех случаях общего правосудия, рассказать присяжным о правильной процедуре, хотя они имеют власть поступить неправильно, это будет делом их совести и Бога.
Быть свободным — жить под властью правительства и закона […]. Несчастным будет положение индивидов, опасным положение государства, если не будет определённого закона или, что то же самое, определённого оправдания правосудия, защищающего индивидов или охраняющего государство.
[…]

Что утверждают против этого? — Что закон может быть тем, в каждом конкретном случае, что каждые 12 человек, которым случится стать присяжными, сочтут возможным посчитать; не отвечающие за свои действия, субъекты без контроля, с предрассудками из уличных пересудов, предвзятые в интересах своего города, где тысячи, более или менее, обеспокоены тем, что пишут в газетах, статьях, и памфлетах. При таком отправлении правосудия не один человек не ответит, и не один адвокат не даст совета, что в бумагах сочтёт или не сочтёт наказуемым.
В 1982 году во время Фолклендской войны британский ВМФ потопил аргентинский крейсер «Генерал Бельграно». Государственный служащий Клайв Понтинг допустил утечку двух секретных документов, касающихся затопления крейсера, попавших Члену Парламента (Там Далйелл) и обвинён в нарушении раздела второго Закона о государственной тайне 1911 года. Обвинение требовало осуждения Понтинга за разглашение государственной тайны. Защитники говорили о том, что он действовал в интересах общества, чтобы информация стала доступной, но это было отклонено на том основании, что «общественный интерес — это то, что правительство о нём говорит сегодня», но присяжные оправдали его, к ужасу правительства. 

### США
В Соединённых Штатах аннулирование суда присяжных впервые появилось ещё до гражданской войны, когда присяжные иногда отказывались признавать виновных в нарушении Закона о беглых рабах. Позже, во время сухого закона, присяжные часто аннулировали действие антиалкогольных законов, возможно более чем в 60 % случаев. Это сопротивление, вероятно, способствовало принятию двадцать первой поправки, отменявшей сухой закон — восемнадцатую поправку.
Хорошо известен случай аннулирования суда присяжных: в конце процесса Джеймса Хикока по обвинению в убийстве Дэвида Татта на поединке в 1865 году, судья Семпроний Бойд дал присяжным две инструкции. Во-первых, он проинструктировал присяжных, что только обвинительный вердикт допустим с точки зрения закона, но затем он проинструктировал их, что они могут использовать неписаное право «честного боя» и оправдать его. Хикок оправдан, хотя вердикт не понравился многим людям.

#### Закон о беглых рабах
«Аннулирование суда присяжных» практиковалось в 1850-х годах в знак протеста против закона о беглых рабах, который был частью Компромисса 1850 года. Компромисс призван удержать рабовладельцев юга от выхода из состава Союза, но присяжные на севере всё равно оправдывали нарушителей закона. Государственный секретарь Дэниел Уэбстер был ключевым сторонником закона, как сказано в его речи «Седьмого марта», и он желал громких осуждений нарушителей. Но сопротивление присяжных похоронило его надежды и президентские амбиции, а также возможность компромисса с Югом. Уэбстер возглавлял обвинение по делу о сокрытии Седраха Минкинса в 1851 году от Бостонских чиновников, которые собирались вернуть его владельцам; присяжные оправдали всех. Уэбстер пытался применить закон крайне непопулярный на Севере, и его Партия Вигов не сделала его своим кандидатом на президентских выборах 1852 года.

#### После Гражданской войны
Белые, совершившие преступления против чернокожих, часто оправдывались белыми присяжными, несмотря на неопровержимость доказательств, особенно на Юге США.

#### XXI век
В XXI веке было много обсуждений случаев аннулирования присяжными законов о наркотиках в отношении некоторых групп. Сторонники аннулирования считают, что оно происходит в 3—4 % случаев, и в последнее время растёт число неединогласных решений присяжных, что некоторые считают предпосылкой к наделению присяжных возможностью рассматривать справедливость и обоснованность законов.

#### Судебная практика в США
В 1895 году в деле Спарф против Соединенных Штатов судья Джон Маршалл Харлан написал, а Верховный Суд США принял 5 голосами против четырёх, что судья не обязан информировать присяжных о их праве аннулировать. Это постановление часто используется судьями США, когда одна из сторон пытается проинформировать присяжных о их праве на аннулирование и объявить судебный процесс с нарушением процедуры, если это было произведено. В некоторых штатах присяжные могут быть вычеркнуты из списка во время voir dire (опрос кандидата в присяжные во время отбора), если они не согласятся соблюдать правила и предписания закона, как то предписывает судья.
В недавних решениях судьи подтверждают запрет на информирование присяжных о их праве на аннулирование. В 1969 году четвёртый апелляционный суд в деле Соединённые Штаты против Мойлана, 417 °F.2d 1002 (4th Cir.1969), суд подтвердил существующую концепцию аннулирования суда присяжных, но оставил в силе полномочия суда отказать в инструктаже присяжных на этот счёт. В 1972 году в деле Соединенные Штаты против Догерти, 473 °F.2d 1113, Апелляционный суд США по округу Колумбия издал постановление, схожее с делом Мойлана, подтвердив де-факто полномочия присяжных на аннулирование закона, но оставил в силе возможность запрета их инструктажа об этом одной из сторон. В 1988 году Апелляционный суд шестого округа США оставил в силе положение об инструктирвании: «Нет такой вещи, как законное аннулирование суда присяжных». В 1997 году Апелляционный суд второго округа США постановил, что присяжные заседатели могут быть удалены, если есть доказательства того, что они намерены аннулировать закон, по Федеральным правилам уголовного процесса правило 23(b). Верховный суд в последнее время не рассматривал этот вопрос. Кроме того, судебные приставы, адвокаты дают клятву защищать закон, и этически неприемлемо для них выступать за аннулирование суда присяжных.

### Канада
Хотя и крайне редко, аннулирование суда присяжных имеет место и в Канаде. В то время, как обвинение имеет полномочия обжаловать оправдательный приговор, ему не хватает завершённости, как в США. Вдобавок судьи выступают против аннулирования; в Р. против Латимера (2001 SCC 1), заявлено, что «Процесс не становится несправедливым только потому, что судья на процессе не разрешил присяжным их „де-факто“ право на аннулирование. В большинстве, если не во всех случаях, аннулирование не будет важным фактором при анализе степени справедливости процесса для подсудимого. Защита против аннулирования присяжных — желательная и законная процедура для судьи; фактически судья должен принять все меры, что бы присяжные применяли закон должным образом».
Тем не менее, есть несколько знаменитых примеров аннулирования суда присяжных в Канаде. В 1988 году Верховный суд в деле Р. против Моргенталер (1988 SCR 30), аннулирование обжаловано в высшей судебной инстанции страны, которая отвергла закон в этом вопросе. В obiter dicta (попутное высказывание судьи, не ставшее основанием резолютивной части решения), судья Брайан Диксон написал:

Наоборот принцип утверждаемый мистером Маннингом, что присяжные могут быть поощрены в игнорировании закона, может привести к вопиющей несправедливости. Один обвиняемый может быть осужден судом присяжных, которые поддерживали существующий закон, тогда как другой, обвинённый в том же самом преступлении, может быть оправдан присяжными, которые с реформистским рвением решат выразить своё неодобрение тем же самым законом. Более того, присяжные могут решить, что, хотя закон закон указывает на осуждение, присяжные могут просто отказаться от применения закона к симпатичному им подсудимому. Кроме того, присяжные, чувствуя неприязнь к обвиняемому, могут осудить его, несмотря на закон, указывающий на оправдание. Даю суровый, но впечатляющий пример: присяжные подпитанные расистскими страстями, решат что они не должны применять закон против белого человека, убившего негра. Такое допущение нужно лишь чтобы выявить потенциально страшные последствия утверждений мистера Мэннинга. […]

Это несомненно и верно, что присяжные де-факто имеют право проигнорировать указания судьи на положения закона. Мы не можем войти в совещательную комнату присяжных. Присяжные не обязаны отчитываться в причинах вынесения своего вердикта. Может быть даже правда, что в некоторых случаях частное решения присяжных отказаться применять закон, будет представлять собой, словами рабочих материалов Комиссии Канады по правовым реформам, «последняя защита гражданина против репрессивных законов и репрессивной правоохранительной деятельности» (Комиссии Канады по правовым реформам, рабочий документ 27, Присяжные в уголовных процессах (1980)). Но даже если согласиться с этим, всё равно это далеко от признания права адвоката призвать присяжных проигнорировать закон, они не должны помогать или рассказывать присяжным, что они могут сделать это.
В 2006 г. Верховный суд Канады вынес решение в деле Р. против Кригара (2006 SCC 47): присяжные в судах Канады могут отказаться от применения закона, когда их совесть того требует. Суд заявил: «присяжные не уполномочены, по своему праву, отказаться от применения закона — но они имеют право сделать это, когда их совесть не допускает иного».

### Россия
Согласно Уголовно-процессуальному кодексу Российской Федерации (часть 1 статьи 339), для принятия нуллифицирующего вердикта суд присяжных может ответить на три вопроса в следующем виде:
1. Доказано ли, что совершённое [преступное] деяние имело место? — Да, доказано.
2. Доказано ли, что данное деяние совершил подсудимый? — Да, доказано.
3. Виновен ли подсудимый в совершении им данного деяния? — Нет, не виновен.

Для принятия нуллифицирующего вердикта присяжные имеют право руководствоваться статьёй 28 (Невиновное причинение вреда) или главой 8 (Обстоятельства, исключающие преступность деяния) Уголовного кодекса Российской федерации.

## Полемика
Главный деонтологический вопрос касающийся аннулирования суда присяжных — противоречие между демократическим самоуправлением и честностью. Высказывались аргументы, что раз обвинение не может требовать аннулирования суда присяжных, этим не может пользоваться и защита.

## Законы США
18 июня 2012 года в Нью-Гемпшире принят закон, позволяющий адвокатам защиты уведомлять присяжных о возможности аннулирования.

### Организации, предоставляющие информацию
- FIJA — The Fully Informed Jury Association Архивная копия от 8 августа 2006 на Wayback Machine — Информирование потенциальных присяжных об их правах
- JuryBox.org Архивная копия от 31 декабря 2012 на Wayback Machine — сайт, посвящённый информированию общественности об Аннулировании суда присяжных
- Juror’s Handbook — A Citizen’s Guide to Jury Duty Архивная копия от 9 октября 2012 на Wayback Machine — «Гид гражданину об обязанностях присяжного» от Американского Института присяжных
- PowerToTheJury.org Архивная копия от 26 сентября 2012 на Wayback Machine — Аннулирование суда присяжных простыми словами

### Статьи и другие работы
- «Cromwell and Communism» aka Socialism and Democracy in the Great English Revolution Архивная копия от 4 декабря 2005 на Wayback Machine
- Jury Nullification by Doug Linder
- Jury Nullification: Why you should know what it is by Russ Emal Архивная копия от 18 августа 2012 на Wayback Machine
- Essay on the Trial by Jury Архивная копия от 17 октября 2015 на Wayback Machine by Lysander Spooner
- Bushell’s Case Архивная копия от 24 июня 2016 на Wayback Machine — история Аннулирования суда присяжных от дела Бушеля и далее
- How to Get Out of Jury Duty Архивная копия от 18 июля 2011 на Wayback Machine (Сатирическая статья, защищающая полномочия присяжных)
- History of Trial by Jury Архивная копия от 6 мая 2012 на Wayback Machine, William Forsyth. (1875)
- «Citizens as Sovereigns» Архивная копия от 7 июня 2012 на Wayback Machine, Hugh Turley, Hyattsville (MD) Life and Times, January 2012